# إيميه أنطوانيت كامو
إيميه أنطوانيت كامو (Aimée Antoinette Camus) كانت عالمة نبات فرنسية، ولدت عام 1879 وتوفيت عام 1965.